# 尤爾欣齊
尤爾欣齊（斯洛維尼亞語： 發音：[ˈjuːɾʃintsi]），是斯洛維尼亞東北部尤尔欣齐市镇的聚居地及行政中心。它位於斯洛維尼亞山。當地是下施蒂里亞傳統地區的一部分，現在包括於波德拉夫統計區。
地名的德語形式 Georgendorf 在1322年的官方文件中首次被提及，斯洛維尼亞語名稱 Juršinci 在1409年就有記載。
當地的堂區教堂是獻給聖羅倫斯，屬於天主教馬里博爾總教區。這座建築的原始哥德式部分可以追溯到14世紀，但教堂在16世紀上半葉進行了改造。

## 外部連結
- 维基共享资源上的相關多媒體資源：尤爾欣齊
- Juršinci at Geopedia （页面存档备份，存于）